# Sonia Deepti
Sonia Deepti, nacida el 29 de julio de 1984, es una actriz india reconocida por su trabajo principalmente en películas telugu. Su interpretación como Shravs en la película "Happy Days" de Sekhar Kammula en 2007 le otorgó el premio Filmfare a la Mejor Actriz de Reparto en telugu.

## Carrera
Sonia Deepti nació y creció en Hyderabad, Telangana. Después de completar sus estudios de licenciatura en aplicaciones informáticas, trabajó como ingeniera de software en una empresa de TI durante tres años antes de seguir su pasión por la actuación. Fue descubierta por Sekhar Kammula en un evento, quien quedó impresionado por su actuación en una audición y le ofreció un papel en su próxima película. Aceptando la oferta, hizo su debut como actriz en la película telugu "Happy Days" en 2007, donde interpretó el papel de Shravs. La película fue un gran éxito de taquilla y recibió seis premios en los Filmfare Awards South 2008, incluido el Premio a la Mejor Actriz de Reparto para Sonia, quien recibió elogios de la crítica por su actuación.
A finales de 2008, se estrenó su segunda película, "Vinayakudu", junto a Krishnudu, uno de sus compañeros de reparto en "Happy Days", que también resultó ser un éxito en taquilla. Pronto, comenzó a recibir ofertas de la industria cinematográfica tamil y realizó su debut en tamil con la película de acción romántica "Paiyaa", dirigida por N. Lingusamy, en 2010. Ese mismo año, estrenó otra película tamil, "Inidhu Inidhu", una nueva versión de "Happy Days", en la que repitió su papel del original. Sonia también interpretó el papel de la amiga del personaje de Samantha en la película telugu de 2011 "Dookudu".
Sonia Deepti hizo su debut en kannada con la película "Ninnindale", protagonizada por Puneeth Rajkumar y Erica Fernandes, la cual se estrenó en enero de 2014.
En vísperas del Día Internacional de la Mujer en 2015, Sonia Deepti lanzó un cortometraje en su canal de YouTube. Escrito por Megha Wali, este cortometraje cuestiona la legalidad y legitimidad de la vigilancia moral. La película fue bien recibida en las redes sociales y apreciada por muchas personalidades, incluidas Ram Gopal Varma y Amitabh Bachchan. Se filmado en el Country Club de Hyderabad.[cita requerida]